# Otto Weipert
Otto Weipert (* 14. April 1874 in Heidelberg; † 29. Juli 1961 in St. Leon-Rot bei Heidelberg) war ein deutscher Reichsgerichtsrat.

## Leben
Nach den Staatsexamina 1896 und 1899 wurde er 1902 Amtsrichter in Walldürn/Baden. 1907 wurde er zum Landgerichtsrat in Mannheim befördert und 1919 nach Karlsruhe versetzt. 1923 wurde er Oberlandesgerichtsrat in Karlsruhe. 1927 kam er als Ministerialrat in das badische Justizministerium. 1928 kam er an das Reichsgericht. Er war im  II. Zivilsenat tätig. Er war Mitglied der Akademie für Deutsches Recht. Am 1. Mai 1939 trat er in den Ruhestand. Nach 1945 war er von Mitte Januar bis April 1948 Präsident des Verwaltungsgerichts Karlsruhe.

## Schriften
- RGR-Kommentar zum HGB (Mitautor), Band 2 (Gesellschaftsrecht): §§ 105–177, 335–342 in der 1. Aufl. 1942; 335–342 in der 2. Aufl. 1950.
- (zusammen mit Wilhelm Gadow ua):  Aktiengesetz, Kommentar, 1939.